# Sława Ukrajini!

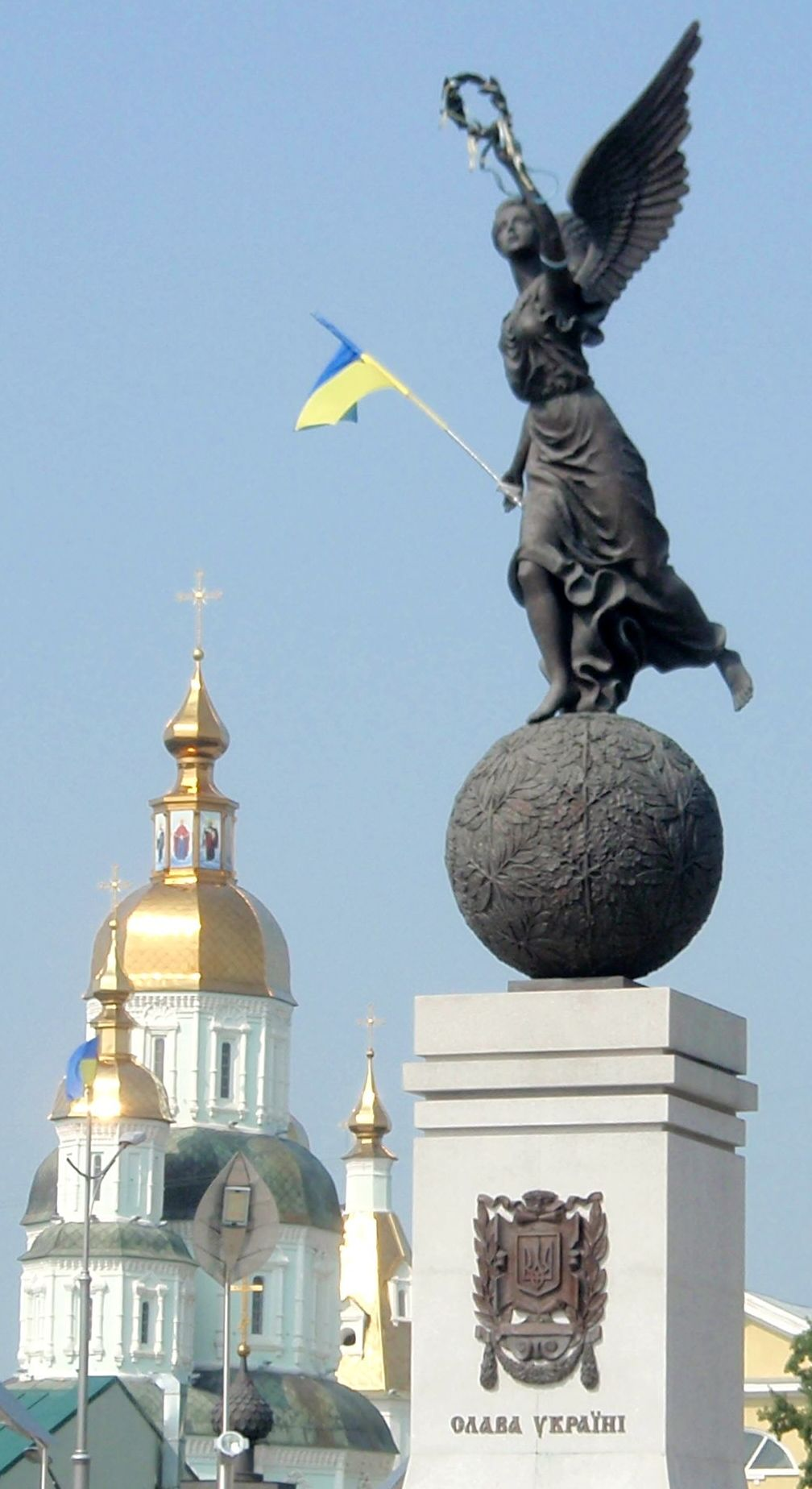
Pomnik Niepodległości w Charkowie z napisem „Chwała Ukrainie” na cokole

Sława Ukrajini! (ukr. «Слава Україні!», w tłumaczeniu „Chwała Ukrainie!”) – ukraińskie pozdrowienie narodowe, stworzone oraz używane na przestrzeni lat przez członków ukraińskich ruchów narodowowyzwoleńczych oraz ukraińskich patriotów. Od 2018 roku stanowi oficjalne pozdrowienie Sił Zbrojnych Ukrainy w wersji z odpowiedzią „Herojam sława!” („Bohaterom chwała!”).

## Historia

### Pierwsze wzmianki
Ukraińscy historycy początków pozdrowienia upatrują w twórczości ukraińskiego wieszcza narodowego Tarasa Szewczenki, który w wierszu „Do Osnowjanenki” z 1840 roku użył zwrotu „Chwała Ukrainie!”:

Nasza duma, nasza pieśń

Nie umrze, nie zginie

Ot gdzie ludzie, nasza sława

Sława Ukrainie!

Poza Tarasem podobne zawołania pojawiały się też wśród innych członków Bractwa Cyryla i Metodego – Mykoła Kostomarow swój wiersz „Dity sławy, dity sławy!” zakończył wersem „Sława Tobie, Ukraino!”.
Na przełomie XIX i XX wieku przywitanie „Chwała Ukrainie!" z odpowiedzią „Po całej ziemi chwała!” zaczęło być powszechnie używane przez ukraińskich studentów Charkowa, a później przez członków Ukraińskiej Partii Rewolucyjnej, pierwszej ukraińskiej partii politycznej w Imperium Rosyjskim, złożonej w większości z tych samych dawnych uczniów Charkowskiego Instytutu Technologicznego.

### Wojna ukraińsko-sowiecka (1917–1921)
Zwrot ten został spopularyzowany podczas ukraińskiej wojny o niepodległość (w latach 1917–1921). Przyjmuje się, że po raz pierwszy zostało użyte w trakcie powitania rosyjskiego okrętu „Wola” w Sewastopolu. W tym okresie hasło „Chwała Ukrainie!”, a także podobne, takie jak „Niech żyje Ukraina!” można było często usłyszeć na patriotycznych zgromadzeniach i demonstracjach na Ukrainie, a także wśród diaspory. 
Według historyka Jany Prymaczenko było ono używane w armii Ukraińskiej Republiki Ludowej przez pułk Czarnych Zaporożców, dowodzony przez Petra Djaczenkę, w formie: „Chwała Ukrainie! – Chwała Kozakom!”, a także przez inne formacje wojskowe z różnymi odpowiedziami. Hasło „Chwała Ukrainie” pojawiło się również w zakończeniu telegramu przesłanego Ukraińskiej Centralnej Radzie przez członków eparchialnego zjazdu prowincji podolskiej, omawiającego kwestię ukrainizacji Kościoła oraz autokefalii. Po zamachu stanu i przejęciu władzy przez hetmana Pawło Skoropadskiego, w ukraińskiej armii wiernej Hetmanatowi odpowiedzią było „Chwała Hetmanowi!”. 
Status hasła w armii Ukraińskiej Republiki Ludowej został sformalizowany 19 kwietnia 1920 r., kiedy to na mocy rozkazu głównodowodzącego Mychajły Omeljanowycza Pawlenki regulującego zasady musztry w armii, żołnierze zostali zobowiązani do odpowiadania „Chwała Ukrainie!”, gdy otrzymują pochwały lub podziękowania za służbę ojczyźnie.
Powstańcy walczący w Chołodnym Jarze, ostatnim bastionie ukraińskiego antysowieckiego oporu w latach 1919-22, również używali podobnego pozdrowienia. Według wspomnień Jakiwa Wodianego opublikowanych w 1928 roku, brzmiał on: „Chwała Ukrainie!” i odpowiedź „Wieczna chwała!”. Jednak według wspomnień Jurija Horlis-Horskiego opublikowanych w 1933 r., powstańcy pozdrawiali się słowami „Chwała Ukrainie!” i odpowiadali tym samym. Jeszcze inną formę pozdrowienie to przybrało w trakcie spotkania się żołnierzy URL z dezerterującymi brygadami Czerwonej Ukraińskiej Armii Halickiej 6 maja 1920 r., kiedy świętujące zjednoczone oddziały ukraińskie wznosiły okrzyk „Sława Ukrainie i głównemu atamanowi Petlurze”. Stepowa Dywizja z okolic Chersonia wołała „Sława Ukrainie – Sława!” oraz „Sława Ukrainie – Wiara!”.

### Dwudziestolecie międzywojenne

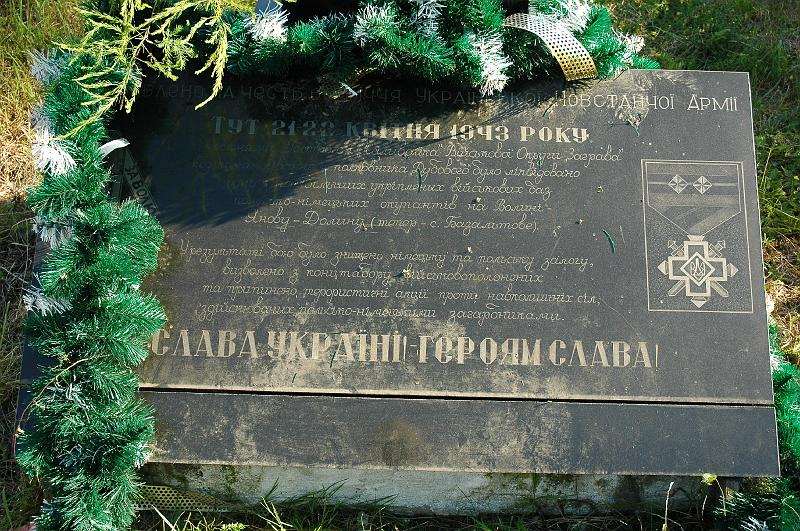
Tabliczka upamiętniająca działalność UPA we wsi Bazaltowe (dawniej Janowa Dolina), gdzie dokonano mordu na lokalnych polskich mieszkańcach, jednego z wielu w trakcie rzezi wołyńskiej.

Tradycja pozdrawiania się zwrotem „Sława Ukrainie!” była kontynuowana w okresie dwudziestolecia międzywojennego przez weteranów armii ukraińskiej na emigracji. Ukraińskie Narodowe Stowarzyszenie Kozackie, działające w Niemczech pod kierownictwem byłego współpracownika hetmana Skoropadskiego, Iwana Połtaweć-Ostrianycię, ustanowiło 10 lipca 1925 r. nowe pozdrowienie obowiązkowe dla członków organizacji: „Sława Ukrainie! – Sława Kozakom!”.
„Sława Ukrainie!” było również powszechnie używane przez ukraińskich nacjonalistów w latach dwudziestych i trzydziestych XX wieku. W latach trzydziestych stało się powszechne jako hasło Ukraińskiej Organizacji Wojskowej (UWO), a później Organizacji Ukraińskich Nacjonalistów (OUN). Według doniesień prasowych, podczas procesów członków OUN po zabójstwie Bronisława Pierackiego, oskarżeni salutowali w stylu faszystowskim do słów „Sława Ukrainie!”. Na II Wielkim Kongresie OUN 27 sierpnia 1939 r. w Rzymie oficjalnie przyjęto odpowiedź „Sława wodzowi!”, którym był wówczas Andrij Melnyk, ale była ona używana przez członków UWO co najmniej od 1929 roku.
„Sława Ukrainie!” pojawiło się również jako pozdrowienie wśród członków ukraińskiej organizacji skautowej Płast, gdzie stopniowo wypierało oryginalne pozdrowienie „SKOB!”, w formie: „Sława Ukrainie!” z odpowiedzią: „Sława, Sława, Sława!”. To pozdrowienie jest nadal używane przez członków Płastu. Wielu członków Plastu należało również do OUN, co przyczyniło się do popularyzacji tego pozdrowienia.
We wspomnieniach Petra Diaczenki jest napisane, że na spotkaniu Legii Ukraińskich Nacjonalistów (LUN), który działał w latach 1925-29, Jurij Artiuszenko zaproponował przyjęcie salutu Czarnych Zaporożców „Sława Ukrainie! – Sława Kozakom!”. Propozycja ta została przyjęta ze zmianą odpowiedzi na bardziej uniwersalne „Sława bohaterom!”. Jednak we wspomnieniach samego Artiuszenki nie ma takiej informacji, jest za to wzmianka o przyjęciu pozdrowienia „Sława Ukrainie!” i odpowiedzi „Sława Ukrainie, Sława!”.

### II wojna światowa
Podczas niemieckiej okupacji Polski po wrześniu 1939 r. organizacje ukraińskie mogły rozwinąć szeroką działalność. Działacze OUN byli zaangażowani w pracę Ukraińskiego Komitetu Centralnego i jego lokalnych oddziałów. Po pewnym czasie przyczyniło się to do rozwoju świadomości narodowej wśród wielu Ukraińców w Generalnym Gubernatorstwie i rozpowszechnienia pozdrowienia OUN. W lipcu 1940 r. ukraiński obserwator z okolic Włodawy zanotował: Tak wyrobionej, tak zorganizowanej wiejskiej młodzieży myśmy jeszcze w życiu nie widzieli. Każde dziecko, które koło nas przechodziło, podnosiło rękę i witało: „Sława Ukrainie”.

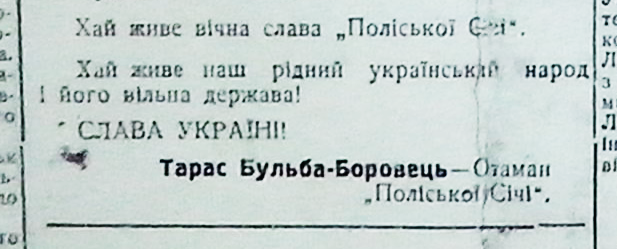
Fragment ostatniego numeru organu prasowego Siczy Poleskiej „Hajdamaka” z 16 listopada 1941 roku. W tłumaczeniu: „Niech żyje wieczna chwała „Poleskiej Siczy”. Niech żyje nasz ojczysty naród ukraiński i jego wolne państwo! Chwała Ukrainie! Taras Bulba-Boroweć – ataman „Poleskiej Siczy”.

W wyniku rozłamu OUN w 1940 r. na banderowców i melnykowców pozdrowienie z odzewem „Bohaterom chwała” (ukr. Herojam sława) zostało przejęte przez OUN-B na kogresie w Krakowie w kwietniu 1941. Pozdrowienie było wzorowane na nazistowskim, łączyło się z podniesieniem ręki w faszystowskim salucie. Na tym samym kongresie przyjęto też czerwono-czarną flagę. Utworzona w drugiej połowie 1942 roku przez OUN-B Ukraińska Powstańcza Armia zrezygnowała z podnoszenia prawej ręki nad głowę. Poza „Herojam sława” oddziały OUN-B/UPA miały również okazjonalnie odpowiadać „Lacham smert’!” (pl. „śmierć Polakom!”). W tym samym czasie Melnykowcy zaczęli posługiwać się formą „Sława Ukrainie – na wieki sława!”.
Podczas nieudanej próby budowy państwa ukraińskiego na ziemiach zajętych przez Niemcy po ich inwazji na Związek Sowiecki w czerwcu 1941 roku, w wielu ukraińskich miastach wznoszono łuki triumfalne ze sloganami narodowymi, w tym „Sława Ukrainie!”.  
Oprócz powyższych organizacji „Sława Ukrainie” stosowane było także przez bulbowców, czyli partyzantów będących członkami Siczy Poleskiej Tarasa „Bulby” Borowca, otwarcie potępiającej faszystowskie wzorce, radykalizm i masakry na nieukraińskiej, w tym polskiej ludności cywilnej.

### Zimna wojnairozpad ZSRR
W czasach sowieckich używanie sloganu „Sława Ukrajini!” było zakazane, a samo hasło demonizowano za pomocą państwowej propagandy, starającej się zrównać je z najgorszymi odmianami ukraińskiego nacjonalizmu i jego zbrodniami. Uderzano też w ten sposób w antysowiecką diasporę ukraińską.
Użycie tego pozdrowienia zaczęło odradzać się na Ukrainie jeszcze przed rozpadem Związku Radzieckiego. W trakcie odbywającej się w 1990 roku Rewolucji na granicie „Sława Ukrajini!” było jednym z głównych powitań uczestników odbywających się protestów.
Po odzyskaniu niepodległości przez Ukrainę powitanie zaczęło na nowo stawać się popularną formą wyrażania patriotyzmu, do tego stopnia, że 13 maja 1995 roku Bill Clinton, w trakcie swojego gościnnego wystąpienia w Kijowie, pozdrowił zebranych słowami: „Sława Ukrajini – God bless America”. W późniejszych latach hasło to nabierało coraz większego znaczenia, wraz z kolejnymi wielkimi wydarzeniami politycznymi, kluczowymi dla narodu ukraińskiego.

### Okres protestów i początek wojny

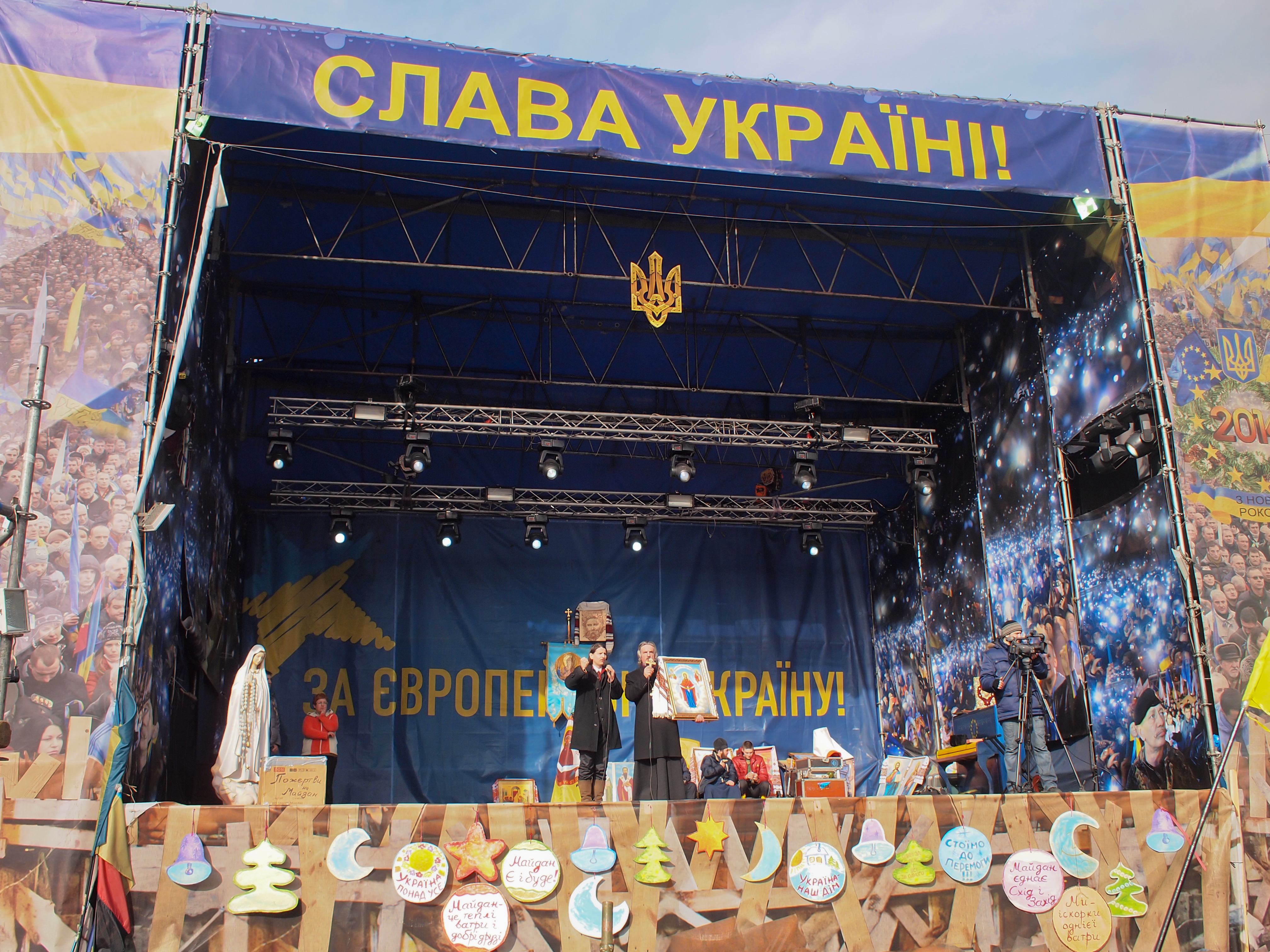
Scena znajdująca się na Placu Niepodległości w Kijowie w trakcie Euromajdanu. Nad sceną widnieje napis „Sława Ukrajini!”

Proukraińskie hasła odegrały ważną rolę podczas masowych protestów, mających miejsce w XXI wieku na Ukrainie. 
W czasie trwania Pomarańczowej rewolucji kandydat na prezydenta Wiktor Juszczenko okazjonalnie posługiwał się hasłem „Sława Ukrajini!” podczas swoich wystąpień. Ówczesny prezes ukraińskiego IPN Wołodymyr Wjatrowicz fałszywie twierdził, że pozdrowienie to ma pochodzenie banderowskie.
Do kolejnego znacznego upowszechnienia się pozdrowienia doszło na skutek wydarzeń związanych z Euromajdanem, kiedy to hasło powszechnie zaczęło być kojarzone z walką o demokrację i z późniejszą obroną przeciwko rosyjskiej agresji.
Andreas Umland sugeruje, że do popularyzacji „Sława Ukrajini!” mógł znacznie przyczynić się Jewhen Nyszczuk, który w trakcie protestów pełnił rolę prezentera na scenie euromajdanowej i często skandował tam to hasło. Do ponownego rozpowszechnienia się hasła (z członem „Herojam sława!”) mieliby przyczynić się też członkowie partii Swoboda, którzy, zdaniem Andreasa Umlanda, mieli zacząć posługiwać się nim regularnie od czasu objęcia przewodnictwa przez Ołeha Tiahnyboka. 
Na fali przemian związanych z Euromajdanem i rozpoczęciem wojny rosyjsko-ukraińskiej, posłowie tej partii złożyli w październiku 2014 roku, w Radzie Najwyższej Ukrainy, projekt ustawy, mający wprowadzić w Siłach Zbrojnych Ukrainy pozdrowienie „Sława Ukrajini!” i odpowiedź „Herojam sława!” w miejsce radzieckiego „Życzymy zdrowia!”. Podobny projekt został zlecony do stworzenia 4 lata później, 8 sierpnia 2018 roku, przez prezydenta Petra Poroszenkę.
Kontrowersyjność sloganu sprawiła, że 26 lutego 2015 roku UEFA nie pozwoliła kibicom Dynama Kijów rozwinąć na trybunach gigantycznego banneru z napisem „Sława Ukrajini!” w trakcie meczu 1/16 finału Ligi Europy przeciw EA Guingamp.

### Inwazja rosyjska na Ukrainę (od 2022)

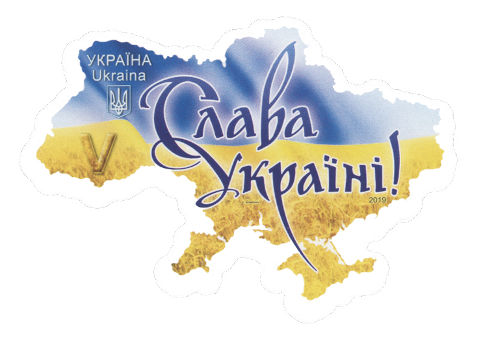
Znaczek pocztowy „Chwała Ukrainie”, wydany przez Ukrposztę w 2019 roku z okazji 23. rocznicy uchwalenia konstytucji

Pozdrowienie zyskało światową rozpoznawalność po 8 latach wojny ukraińsko-rosyjskiej, w wyniku gwałtownej inwazji Rosji na Ukrainę i związanych z nią wydarzeń i protestów, stając się ponadnarodowym symbolem poparcia dla broniącej się Ukrainy
Prezydent Wołodymyr Zełenski, zarówno w wystąpieniach jak i orędziach do narodu, ma w zwyczaju kończyć swoje wystąpienia słowami „Sława Ukrajini!”. „Sława Ukrajini!” wymawiane było też przez polskich polityków wizytujących na Ukrainie, zarówno podczas wojny, jak i w okresie ją poprzedzającym. Hasłem tym zwieńczył swoje przemówienie Jarosław Kaczyński, kiedy przybył do Kijowa wyrazić swoje poparcie dla Euromajdanu. Donald Tusk również nim się posłużył, gdy zabierał głos w ukraińskim parlamencie. Prezydent Andrzej Duda w trakcie swojej oficjalnej wizyty na Ukrainie, zgodnie z nowym ceremoniałem wojskowym, powitał żołnierzy kompanii honorowej Armii Ukraińskiej zawołaniem „Sława Ukrainie!”, co wzbudziło kontrowersje wśród polskich narodowców.
Ukraińska reprezentacja planowała w trakcie Mistrzostw Europy w Piłce Nożnej nosić koszulki z powyższym sloganem, jednakże musiała z tego zrezygnować w wyniku nacisków strony rosyjskiej na UEFA.